# Marc Cohn
Marc Cohn (Cleveland, 5 luglio 1959) è un cantautore statunitense, di famiglia ebraica, noto in particolare per il brano Walking in Memphis, tratto dal suo album omonimo del 1991 e per aver vinto nel 1992 un Grammy Award come miglior artista esordiente..

## Biografia
Si diplomò nella Beachwood High School di Beachwood (Ohio), un sobborgo di Cleveland. Poi frequentò l'Oberin College. Avendo come ispirazione Van Morrison, Joni Mitchell e Jackson Browne fonda una cover band (Doanbrook Hotel). Dopo aver frequentato l'UCLA di Los Angeles torna a New York dove forma con la fidanzata il gruppo dei Supreme Court, formato da 14 elementi, che grazie all'apprezzamento fatto da Carly Simon riesce a suonare al matrimonio di Caroline Kennedy.
Cohn chiude l'esperienza con il gruppo e decide di inviare dei nastri all'Atlantic Records. Coprodotto da Ben Wisch esce nel 1991 l'album eponimo d'esordio, Marc Cohn. Il successo avviene grazie al singolo estratto Walking in Memphis che raggiunge il 13º posto nella 100 di Billboard.
Ha vinto il Grammy Award per il 'Miglior Nuovo Artista' (Best New Artist) nel 1992. Nel 1993 ha vinto il 'one-hit-wonder' premio dalla VH1.
Successivamente ha pubblicato: The Rainy Season (1993) e Burning the Daze (1998), entrambi nell'Atlantic Records. Un'auto-prodotta live compilation, 'Live 04-05' (2005), era in vendita durante il tour dell'anno.
Il 7 agosto del 2005, Cohn fu colpito alla testa da un proiettile di pistola mentre si trovava in automobile,  a Denver, in Colorado. Venne ricoverato e poi dimesso nei giorni seguenti. I tour che avrebbe dovuto avere nei giorni seguenti vennero cancellati.
Il 9 ottobre 2007 viene distribuito dalla Decca il suo nuovo e lungamente atteso (9 anni) album, dal titolo Join the Parade. Nel 2010 pubblica Listening Booth: 1970, album di cover di brani usciti nel 1970.
Nel 2025 ha rivelato di essere affetto dalla malattia di Parkinson , esordita cinque anni prima.

## Vita privata
Il 20 maggio 1988 Cohn ha sposato Jennifer George con la quale ha avuto due figli.
Nel 1999 ha sposato la giornalista della ABC Elizabeth Vargas che incontrò nel 1999, all'US Open, dopo che erano stati presentati da Andrè Agassi.
La coppia ha due figli: Zachary Raphael (2003), e Samuel Wyatt (2006).

## Discografia

### Album
- 1991 -Marc Cohn
- 1993 -The Rainy Season
- 1998 -Burning the Daze
- 2007 -Join the Parade
- 2010 -Listening Booth: 1970
- 2016 -Careful What you Dream: Lost Songs and Rarities
- 2019 - Work to do